# 宇和島市立南予文化会館
宇和島市立南予文化会館（うわじましりつなんよぶんかかいかん）は愛媛県宇和島市にあるホールである。

## 概要
- 旧宇和島市公会堂（1958年9月落成）[1][2]と旧宇和島市庁舎を跡地として1987年に開館した。宇和島圏では「なんぶん」という愛称に親しまれている。開館時の運営は「南予文化会館」として宇和島地区広域事務組合だったが、2010年4月1日から宇和島市に変わり「宇和島市立南予文化会館」と改称した。
- 大ホールは1階座席648席と2階・3階座席548席で合計1234席、地場産業の活性化のために産業振興センターあり、緞帳には同市出身の日本画家浜田泰介が描いた作品「南宇和の朝の風景」がある。

## 豊後水道地震
- 2024年4月17日に発生した豊後水道地震で、18日午前に天井の一部が剥がれ落ちたことが明らかになった。当面の間ホールは閉鎖[3]。